# Hotel Bitcoin
Hotel Bitcoin es una película española de comedia de 2024, dirigida por Manuel Sanabria y Carlos "Pocho" Villaverde, quienes también coescribieron el guion junto con Ángela Obón, con base en un argumento de Sanabria y Villaverde. Está protagonizada por Alejo Sauras, Mauricio Ochmann, Pablo Chiapella, Canco Rodríguez, Leonor Lavado, Marta Hazas y Vanesa Romero. Tuvo su estreno mundial en el Festival de Cine de Comedia de Tarazona y El Moncayo el 16 de agosto de 2024, y luego se estrenó en cines españoles el 13 de septiembre de 2024, con distribución de DeAPlaneta.

## Trama
Narra la historia de cuatro amigos que, entre fiestas, prestamistas, amor, locura y crimen, tendrán que proteger 4000 bitcoins hasta un lunes que parece no llegar, encerrados todo un fin de semana en un hotel.

## Reparto
- Alejo Sauras como Alejo
- Mauricio Ochmann como Pascual
- Pablo Chiapella como Tano
- Canco Rodríguez como Lucas
- Leonor Lavado como Carmen
- Marta Hazas como Mar
- Vanesa Romero como Soraya "Perlita"
- Alejandro Ibáñez como el Segurata del Hotel #1
- Daniel Muriel como el Segurata del Hotel #2
- Sergio Bezos como Enrich
- Jorge Bosch como Botín

## Producción
En enero de 2024, se anunció que el rodaje de la película de comedia Hotel Bitcoin había comenzado bajo la dirección de Manuel Sanabria y Carlos "Pocho" Villaverde. Alejo Sauras, Mauricio Ochmann, Pablo Chiapella, Canco Rodríguez, Leonor Lavado, Marta Hazas, Vanesa Romero, Daniel Muriel, Sergio Bezos y Jorge Bosch fueron confirmados como parte del reparto protagonista. Aunque originalmente se estimó que el rodaje duraría siete semanas, a finales de febrero de 2024 se anunció que el rodaje había concluido después de tan solo cinco semanas. El rodaje de la cinta tuvo lugar en localizaciones de Madrid y Murcia, incluyendo Cartagena.

## Lanzamiento y marketing
El 23 de marzo de 2024, DeAPlaneta anunció que estrenaría Hotel Bitcoin en cines españoles el 13 de septiembre de 2024. El 31 de julio de 2024, se anunció que Hotel Bitcoin tendría su estreno mundial en el Festival de Cine de Comedia de Tarazona y El Moncayo el 16 de agosto de 2024. El 20 de agosto de 2024, después de que la película ganase el Premio del Público en dicho festival, DeAPlaneta lanzó el tráiler de Hotel Bitcoin.